# 婉君 (網絡用語)
婉君是一個網路流行用語，即「網軍」（為特定組織或陣營利用網路達成特定任務與目的，使情況對自己有利）的諧音；有時也可用「表妹」代替婉君一詞。2014年9月九合一選舉期間，由於連勝文和柯文哲陣營相繼被發現網軍的存在，此後和網軍有關的話題都開始受到眾人注意；9月底，進而有網友故意用一個女性化的諧音字「婉君」來代稱網軍。到了11月，隨著選情的熱絡，該詞於網路更加廣為流行，甚至在11月29日九合一選舉結束之後被大肆流傳使用，連一般媒體也會使用該詞作為網軍的代稱。婉君這個名字，來自轟動一時的瓊瑤連續劇「婉君」

## 相關事件
- 2013年5月，三星寫手門事件[1]為台灣第一起商業網軍事件被罰款的案件。
- 2014年9月，備受網路鄉民關注的九合一選舉，發生連勝文陣營的網軍，偽裝成一般鄉民進入PTT試圖操作輿論的事件[2]。此事件相關人物有黃健豪、陳奐宇。
- 2014年11月，網友爆料多組來自柯文哲選總部與相關辦公室IP位置的批踢踢ID（帳號），長期發表或引用對連陣營不利的新聞[3]。
- 2014年12月，網軍集結力量推動割闌尾計畫[4]罷免國民黨立委蔡正元。